# Manuel S. Acuña
Manuel S. Acuña (22 de marzo de 1907 Cumpas Sonora – 29 de marzo de 1989 Los Ángeles, California). Músico compositor mexicano que compuso valses, chotis, boleros, y música popular. Fue interpretado por múltiples artistas populares de México. También fue promotor discográfico, y grabó música con su propia banda. Su nombre completo era Manuel Acuña Sánchez, aunque también utilizó Manuel Acuña y Sánchez.

## Primeros años
Hijo de Refugio Sánchez y Pedro Acuña Ocaño. A los dos meses se mudaron a Nacozari de García, donde cursó la primaria y las primeras lecciones de música. A los 14 años, (1921) él y su familia cambiaron su residencia, a los Ángeles California.

## Músico
Estudió música, y fue discípulo de los músicos Silvestre Rodríguez y Eduardo C. Gulliver. Fue arreglista musical y llegó a director de orquesta. Después tuvo su propia orquesta, con la cual grabó innumerables discos.

## Promotor musical
Fue socio fundador de la Sociedad de Compositores de México, como Manuel Acuña y Sánchez. Tuvo su propia empresa disquera y promotora musical y discográfico en Los Ángeles California. Grabó y promovió la obra musical de Los Costeños, Las hermanas Padilla, Lalo Guerrero (quien inmortalizó a Las Ardillitas), Chicho y Margarita, Dueto Angelino (Siempre viva, Negrita, A medios chiles, No sé porque te quiero, Promesa, El petrolero y otras). Fue promotor en Imperial Records en los Ángeles, Vocalion Records y Discos Capitol de México. Realizó diversos trabajos en conjunción con Felipe Leal Valdez.

## Obra musical
- Fue un prolífico compositor. Sus canciones han sido interpretadas por Adelina García, Pedro Infante, Jorge Negrete, María Luisa Landín, Pedro Vargas, Las Jilguerillas, Las Hermanas Huerta, Dueto Aguilar, Hermanas Padilla, Dueto Núñez, Los Dos Reales, Los Bribones, Los Alegres de Terán, Dos Oros, Hermanos Záizar, Lupe y Raúl, Carmela y Rafael, Dueto Amanecer; tríos como Los Panchos, Los Ases, Los Calavera, Hnos. Martínez Gil, Los Tecolines; en sus voces mis canciones dieron la vuelta al mundo.[6]

- Mexican Walts[7]

- Mexican Schotis[8]
- Adiós a mi novia
- Alma Angelina – Vals.[9] Dedicado a su hija. La más pieza más conocida del autor (La grabó Hermanos Záizar).
- Amor secreto
- Cananea,[10]
- Canción de un preso[11]
- Carmelita
- Castígame
- Con todo el corazón
- Confesión
- De corazón
- Déjame soñarte
- Desolación
- Di
- Dos palabras
- Échale un cinco al piano (letra de Felipe Valdez Leal)[12]
- El sonorense
- Envilecida
- Eres
- Flor desojada
- Gracias, mi amor
- Hace un año
- Infamia
- Mentira –[13] Grabado por María Victoria, Lalo Guerrero y Las Gotitas de Agua
- Me enamoré de ti
- Mía
- Mi amor
- Mi ranchito
- Mis ojos me denuncian, (grabada por hermanas Águila)[14]
- Nacozari[15]
- Ni tú ni yo
- No me abandones
- No puedo más
- No sé por qué te quiero tanto
- Por qué
- Por una mujer casada
- Quiéreme
- Reconciliación
- Recordaré
- Regálate conmigo
- Rendido
- Secreto
- Si fueras mía
- Si tu superas, mi nena
- Ven, quiero verte otra vez
- Yo sé que es imposible
- Únicamente tú[16]

## Vida privada
Se casó en 1935, con María Luisa Martínez, originaria de Playas de Rosarito Baja California, por lo cual procrearon dos hijos, Alma Angelina (1936) y Manuel (1940) y cuatro nietos. Fue presidente del club Círculo Social Amigos Nacozarenses, fundado en Los Ángeles, California.  
En 1974, donó un busto a Jesús García, mismo que fue instalado y la ceremonia fue presidida por el gobernador del Estado de Sonora Carlos Armando Biebrich. Falleció a los 82 años. Una sala del museo Silvestre Rodríguez en Nacozari, está dedicada a Manuel S. Acuña.
Falleció el 29 de marzo de 1989. Sus restos descansan en el Panteón San Gabriel de Los Ángeles, California, EE. UU.